# Amyris magnifolia
Amyris magnifolia là một loài thực vật có hoa trong họ Cửu lý hương. Loài này được Gómez-Laur. & Q.Jiménez mô tả khoa học đầu tiên năm 2003.